# Wolvendaelpark
Het Wolvendaelpark, ook bekend als Wolvendaalpark of het Wolvendael (Frans: Parc du Wolvendael of Parc de Wolvendael), is een park in het dal van de Ukkelbeek in Ukkel in het Brussels Hoofdstedelijk Gewest.
Het park was oorspronkelijk het landgoed dat hoorde bij het 18e-eeuwse Kasteel Wolvendael, tegenwoordig een cultureel centrum.
In het park staat het Lodewijk XV-paviljoen, waar in 2011 een restaurant voor honden was gevestigd.

## Fotogalerij

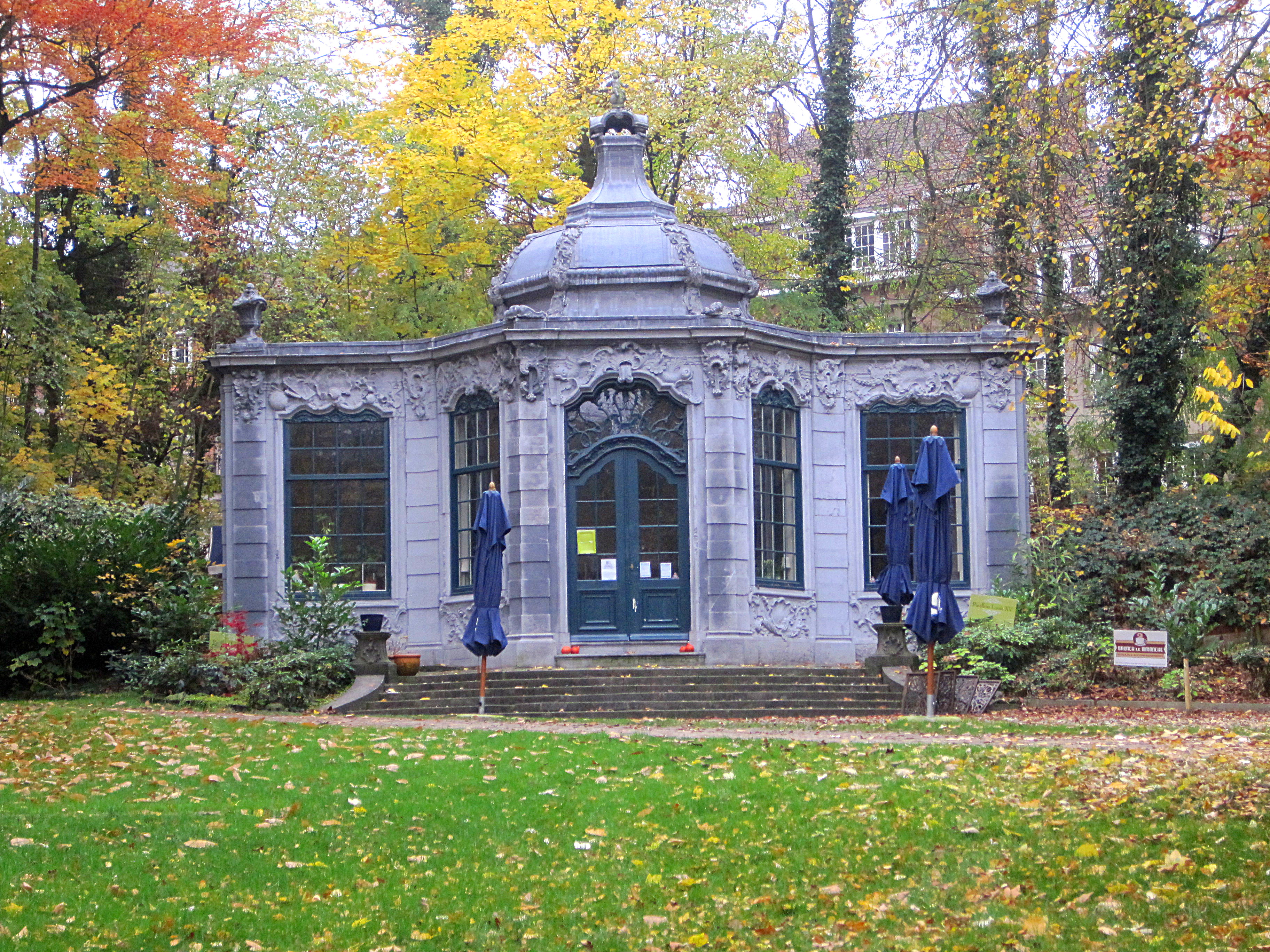
Het paviljoen Lodewijk XV, met op de achtergrond de Wolvendaellaan
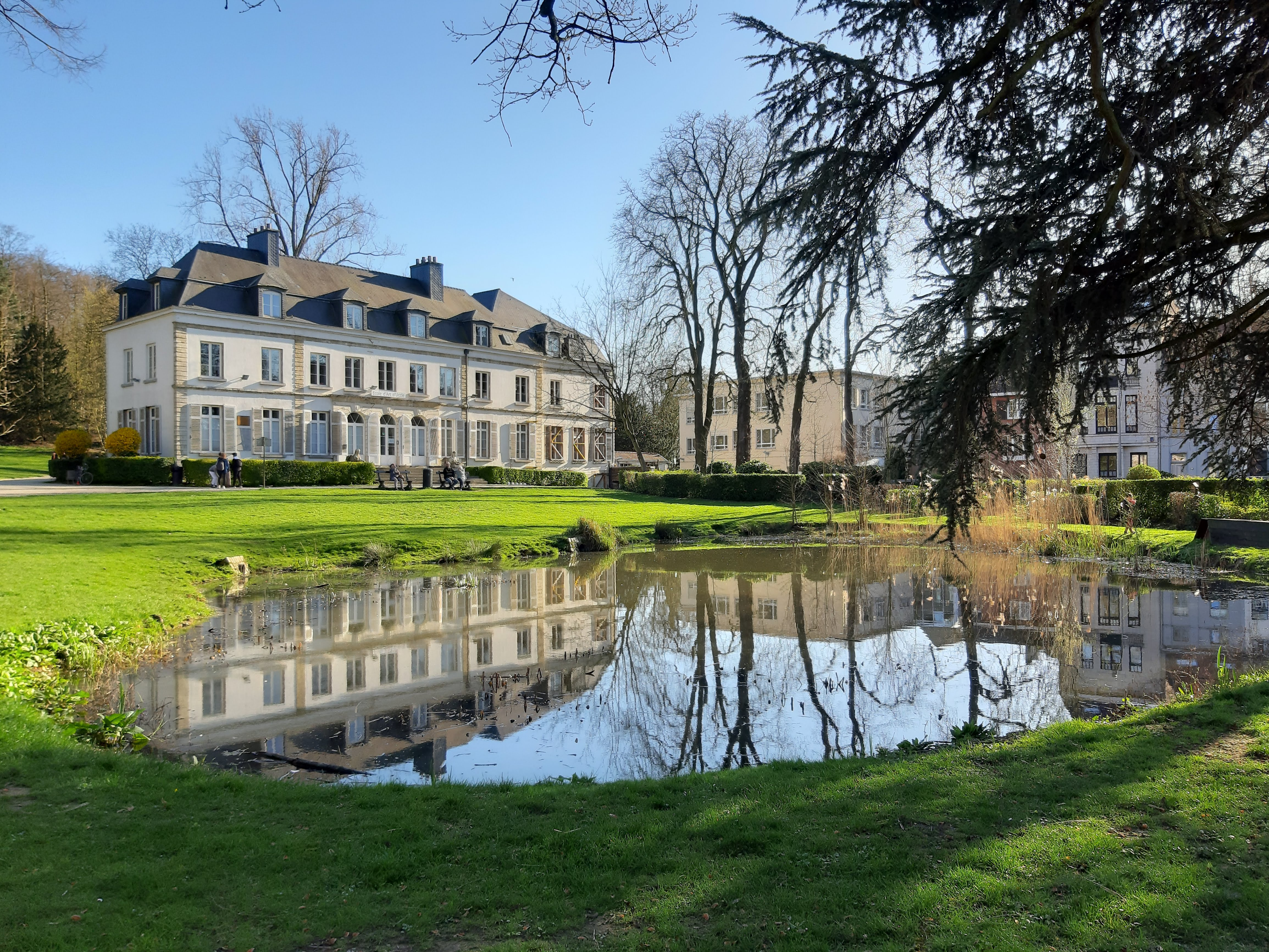
Wolvendaelkasteel